# 尾久駅
尾久駅（おくえき）は、東京都北区昭和町一丁目にある、東日本旅客鉄道（JR東日本）東北本線の駅である。駅番号はJU 03。
乗り入れている路線は、線路名称上は東北本線の日暮里駅 - 当駅 - 赤羽駅間の支線（尾久支線）である。運行系統上は、当駅経由となっている列車線を走る宇都宮線・高崎線列車が停車する。
駅北東の地名「尾久」（荒川区東尾久・西尾久）の読みは「おぐ」であり、駅名と異なる。

## 歴史
- 1929年（昭和4年）6月20日：開業[2]。
- 1964年（昭和39年）10月1日：荷物の扱いを廃止[2]。
- 1987年（昭和62年）4月1日：国鉄分割民営化に伴い、東日本旅客鉄道（JR東日本）の駅となる[2]。
- 2001年（平成13年）11月18日：ICカード「Suica」の利用が可能となる[5]。
- 2007年（平成19年）8月21日：みどりの窓口の営業を終了。
- 2015年（平成27年）3月8日：駅遠隔操作システム（現・お客さまサポートコールシステム）を導入。
- 2021年（令和3年）3月13日：ダイヤ改正により宇都宮線・高崎線の通勤快速がそれぞれ快速ラビット・快速アーバンに統一するのに伴い、全曜日終日快速列車通過駅となる。

## 駅構造
島式ホーム1面2線を有する地上駅である。ホームの上野方は、カーブになっていることから、上下で高低差があり、ホーム中央に段差が設けられている。
直営駅で、お客さまサポートコールシステムが導入されており、早朝および夜間の一部時間帯はインターホンによる案内となる。自動券売機、多機能券売機、指定席券売機が設置されている。

### 駅施設
改札からホームに行くには、階段またはエスカレーターまたはエレベーターで地下通路に降り、地下通路から階段またはエスカレーターまたはエレベーターでホームに上る。
- エスカレーター 2基
- エレベーター 2基
- 多機能トイレ
- 待合室

### のりば
| 番線 | 路線               | 方向 | 行先                               | 備考                      |
| ---- | ------------------ | ---- | ---------------------------------- | ------------------------- |
| 1    | 宇都宮線           | 上り | 上野・東京・品川・小田原・熱海方面 | 東京駅から 東海道線へ直通 |
| 1    | 高崎線             | 上り | 上野・東京・品川・小田原・熱海方面 | 東京駅から 東海道線へ直通 |
| 1    | 上野東京ライン     | 上り | 上野・東京・品川・小田原・熱海方面 | 東京駅から 東海道線へ直通 |
| 2    | 宇都宮線（東北線） | 下り | 赤羽・大宮・宇都宮・高崎方面       |                           |
| 2    | 高崎線             | 下り | 赤羽・大宮・宇都宮・高崎方面       |                           |

当駅部分では複線だが、上野方に600 mほど進んだ地点から複々線となり、さらにその先で内外両線に尾久車両センターへの出入庫線が合流・分岐（通称：井堀信号場）する。複々線は上野駅の発着ホームにより列車の走行する線路が異なり、直進方向の内側2線は地平ホーム（13 - 17番線）、分岐する外側2線は高架ホーム（5 - 9番線・上野東京ライン方面）につながっている。
上野東京ラインの運行時間帯は、上り上野止まりの列車では上野東京ラインへの当駅での乗り換えを促すアナウンスがされる（上野駅では、上野止まりが原則として到着する地平ホームから上野東京ラインの高架ホームへの移動を伴うため）。

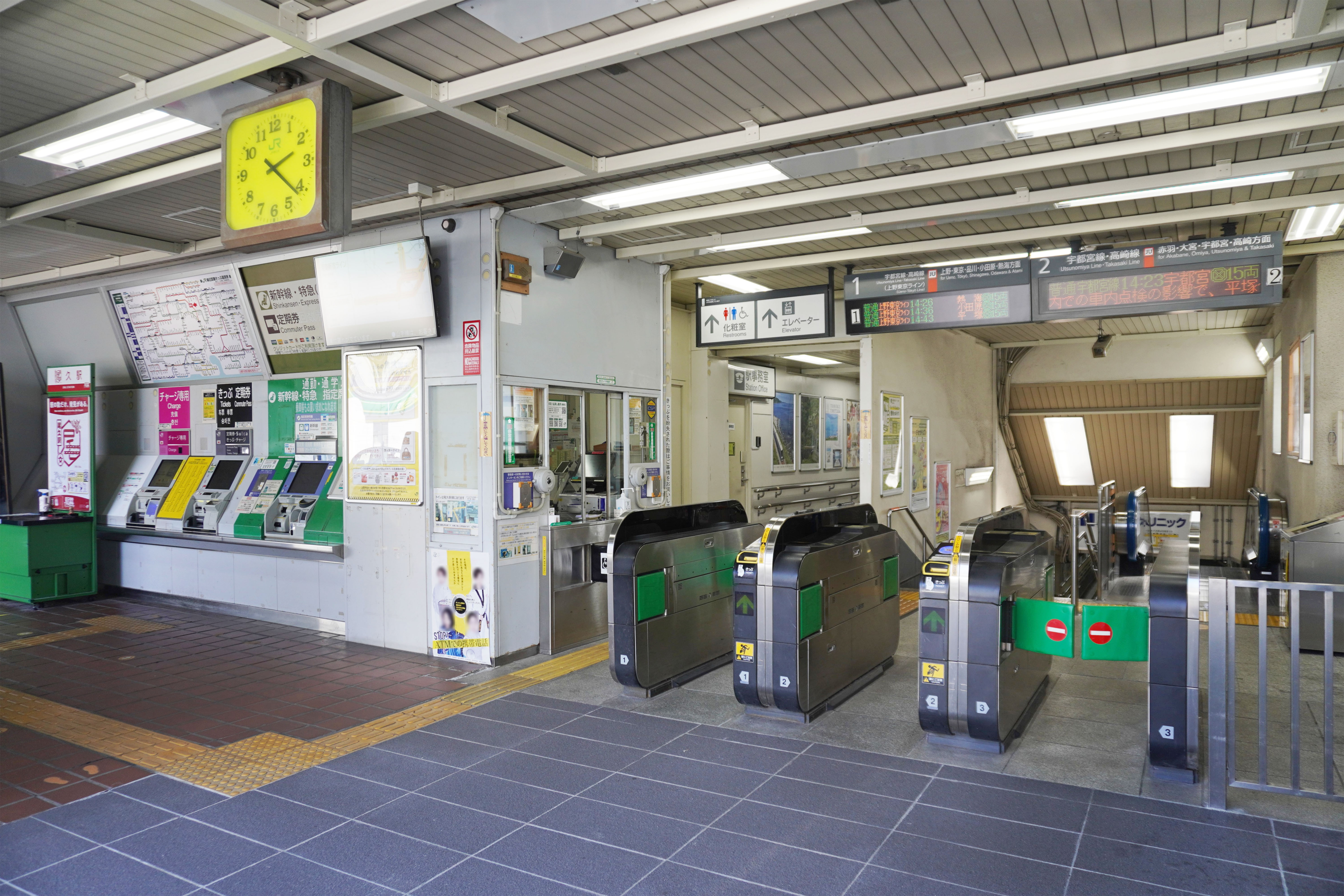
改札口（2024年5月）
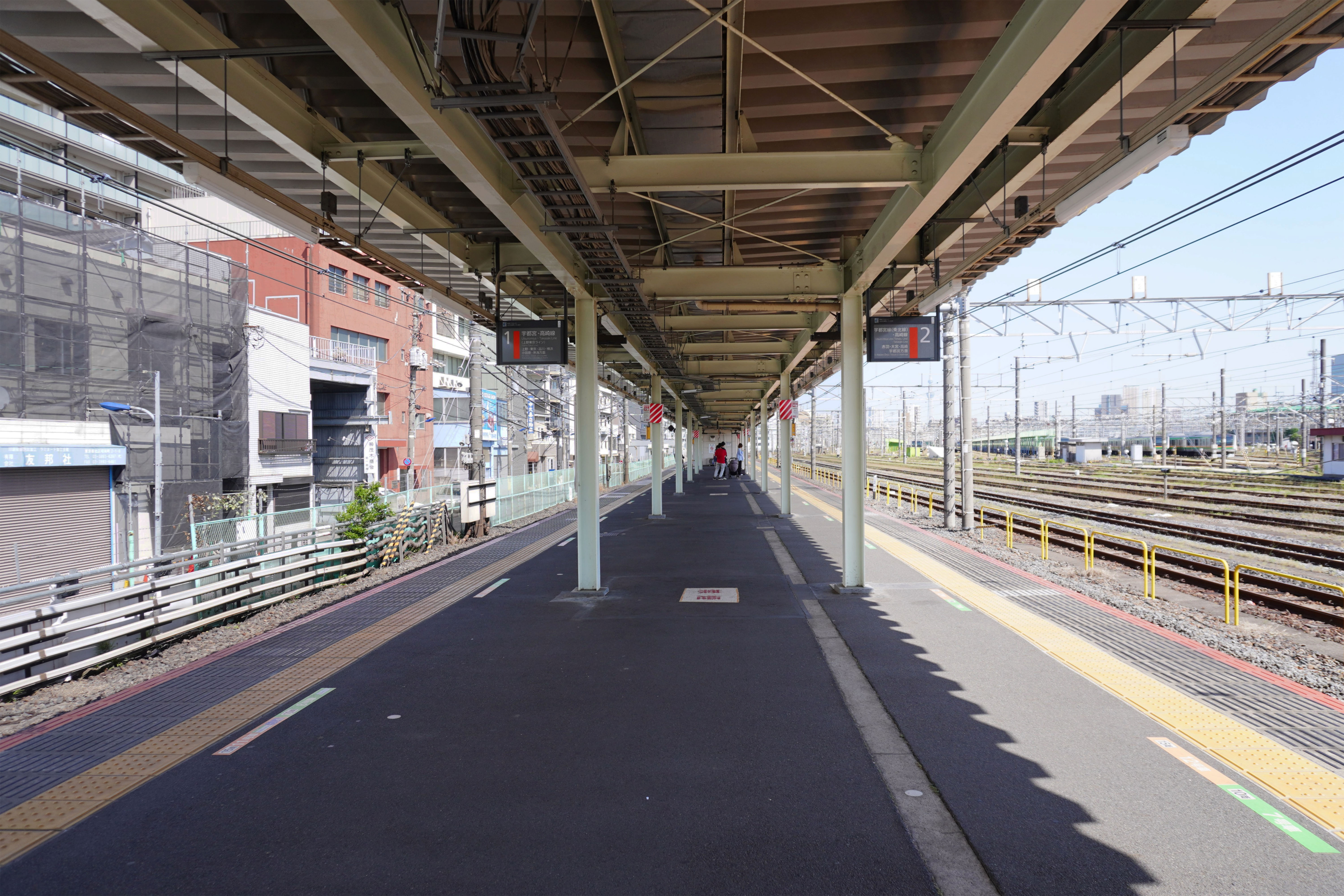
ホーム（2024年5月）

## 利用状況
2023年度（令和5年度）の1日平均乗車人員は10,153人である。東京都区内のJR駅の中では越中島駅・上中里駅に次いで利用客数が少ない。2015年（平成27年）の上野東京ライン開業以降、利用者は増加傾向にある。
1990年度（平成2年度）以降の推移は以下のとおりである。
| 1日平均乗車人員推移 | 1日平均乗車人員推移 | 1日平均乗車人員推移 | 1日平均乗車人員推移 | 1日平均乗車人員推移 | 1日平均乗車人員推移 |
| 年度                | 定期外              | 定期                | 合計                | 出典                | 出典                |
| 年度                | 定期外              | 定期                | 合計                | JR                  | 東京都              |
| ------------------- | ------------------- | ------------------- | ------------------- | ------------------- | ------------------- |
| 1990年（平成02年）  |                     |                     | 6,942               |                     | [ 都 1 ]            |
| 1991年（平成03年）  |                     |                     | 7,041               |                     | [ 都 2 ]            |
| 1992年（平成04年）  |                     |                     | 7,189               |                     | [ 都 3 ]            |
| 1993年（平成05年）  |                     |                     | 7,186               |                     | [ 都 4 ]            |
| 1994年（平成06年）  |                     |                     | 7,049               |                     | [ 都 5 ]            |
| 1995年（平成07年）  |                     |                     | 7,060               |                     | [ 都 6 ]            |
| 1996年（平成08年）  |                     |                     | 7,033               |                     | [ 都 7 ]            |
| 1997年（平成09年）  |                     |                     | 6,877               |                     | [ 都 8 ]            |
| 1998年（平成10年）  |                     |                     | 6,608               |                     | [ 都 9 ]            |
| 1999年（平成11年）  |                     |                     | 6,484               |                     | [ 都 10 ]           |
| 2000年（平成12年）  |                     |                     | 6,597               | [ JR 2 ]            | [ 都 11 ]           |
| 2001年（平成13年）  |                     |                     | 6,823               | [ JR 3 ]            | [ 都 12 ]           |
| 2002年（平成14年）  |                     |                     | 7,010               | [ JR 4 ]            | [ 都 13 ]           |
| 2003年（平成15年）  |                     |                     | 7,200               | [ JR 5 ]            | [ 都 14 ]           |
| 2004年（平成16年）  |                     |                     | 7,194               | [ JR 6 ]            | [ 都 15 ]           |
| 2005年（平成17年）  |                     |                     | 7,291               | [ JR 7 ]            | [ 都 16 ]           |
| 2006年（平成18年）  |                     |                     | 7,471               | [ JR 8 ]            | [ 都 17 ]           |
| 2007年（平成19年）  |                     |                     | 7,693               | [ JR 9 ]            | [ 都 18 ]           |
| 2008年（平成20年）  |                     |                     | 7,662               | [ JR 10 ]           | [ 都 19 ]           |
| 2009年（平成21年）  |                     |                     | 7,672               | [ JR 11 ]           | [ 都 20 ]           |
| 2010年（平成22年）  |                     |                     | 7,684               | [ JR 12 ]           | [ 都 21 ]           |
| 2011年（平成23年）  |                     |                     | 7,644               | [ JR 13 ]           | [ 都 22 ]           |
| 2012年（平成24年）  | 2,642               | 5,100               | 7,743               | [ JR 14 ]           | [ 都 23 ]           |
| 2013年（平成25年）  | 2,674               | 5,354               | 8,028               | [ JR 15 ]           | [ 都 24 ]           |
| 2014年（平成26年）  | 2,718               | 5,405               | 8,124               | [ JR 16 ]           | [ 都 25 ]           |
| 2015年（平成27年）  | 3,028               | 5,844               | 8,872               | [ JR 17 ]           | [ 都 26 ]           |
| 2016年（平成28年）  | 3,056               | 5,985               | 9,042               | [ JR 18 ]           | [ 都 27 ]           |
| 2017年（平成29年）  | 3,159               | 6,328               | 9,487               | [ JR 19 ]           | [ 都 28 ]           |
| 2018年（平成30年）  | 3,247               | 6,752               | 10,000              | [ JR 20 ]           | [ 都 29 ]           |
| 2019年（令和元年）  | 3,246               | 7,114               | 10,360              | [ JR 21 ]           | [ 都 30 ]           |
| 2020年（令和02年）  | 2,525               | 5,854               | 8,379               | [ JR 22 ]           | [ 都 31 ]           |
| 2021年（令和03年）  | 2,936               | 5,844               | 8,780               | [ JR 23 ]           | [ 都 32 ]           |
| 2022年（令和04年）  | 3,435               | 6,050               | 9,485               | [ JR 24 ]           | [ 都 33 ]           |
| 2023年（令和05年）  | 3,665               | 6,488               | 10,153              | [ JR 1 ]            |                     |

## 駅周辺

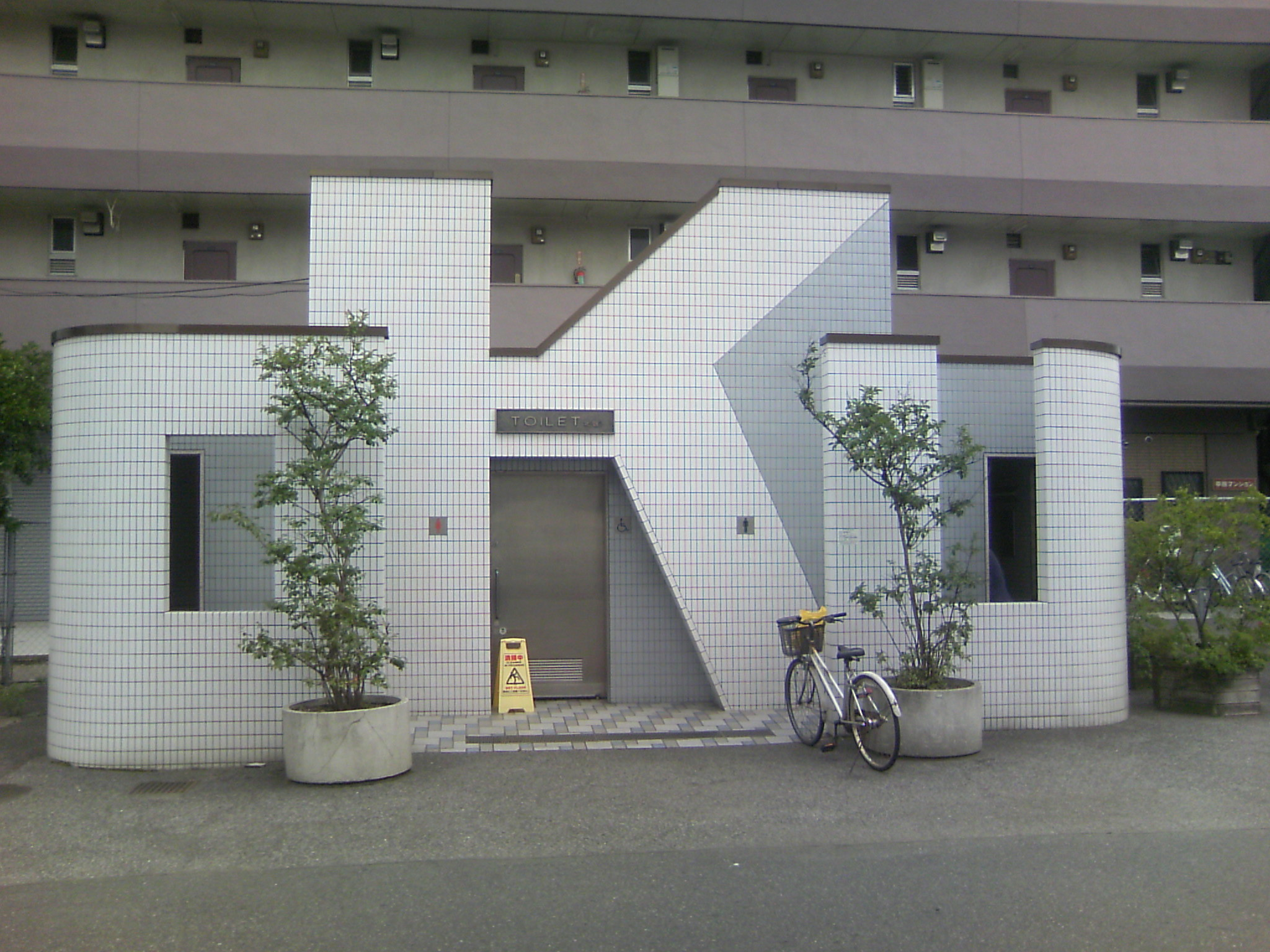
駅公衆トイレ

駅前に設置された公衆トイレの外観はアルファベットの「OKU」の文字の形をしている。
尾久車両センターの直下には地下自由通路があり、「タイムカプセル平成ロード」という愛称が付けられている。
- 北区尾久駅前観光PRコーナー
- 尾久車両センター（2004年〈平成16年〉に尾久客車区から改称。2022年〈令和4年〉4月に田端運転所を統合）
- 日本ばし大増本社・工場
- 荒川西尾久七郵便局
- 明治通り
- 上中里駅（京浜東北線）
- 荒川遊園地前停留場（都電荒川線）
- 荒川車庫前停留場（都電荒川線）
  - 都電おもいで広場
  - 東京都交通局 荒川電車営業所
- 梶原停留場（都電荒川線）
- オリンピック 西尾久店

### バス路線
明治通り上にある「尾久駅前」が最寄りバス停となる。
- 都営バス（明治通り上）
  - 草64：浅草雷門南行き／池袋駅東口行き・とげぬき地蔵前行き

## 初乗り運賃と特定の分岐区間に対する区間外乗車の特例
当駅に停車する宇都宮線・高崎線列車の次の停車駅までの運賃額は上り方面の上野駅、下り方面の赤羽駅ともに170円（SuicaやPASMOなどのIC乗車券は167円）であるが、当駅の初乗り運賃額は運賃計算上の隣駅である日暮里駅までの150円（IC乗車券は146円）となっている。よって、当駅で発売する乗車券は150円から設定されているほか、IC乗車券（SuicaやPASMO等）で当駅から乗車する際の最低入金額（チャージ）残高は146円となっている（定期券・企画乗車券を除く）。
これは、日暮里駅、鶯谷駅または西日暮里駅以遠および三河島駅以遠の各駅と当駅との相互間利用する場合、東北本線の重複乗車区間となる日暮里駅 - 上野駅間または鶯谷駅 - 上野駅間を運賃計算距離に含めない特例（特定の分岐区間に対する区間外乗車の特例）が適用されているためである。
また、日暮里以遠から赤羽以遠への乗車等は、尾久経由（日暮里 - 尾久 - 赤羽 7.6 km）の場合でも短い田端経由（日暮里 - 田端 - 赤羽 7.4 km）で計算される。

## 隣の駅
東日本旅客鉄道（JR東日本）
 宇都宮線・高崎線
■快速「ラビット」「アーバン」
通過
■普通
上野駅 (JU 02) - 尾久駅 (JU 03) - 赤羽駅 (JU 04)

### 記事本文